# Эрнеста, Марио
Марио Эрнеста (англ. Mario Ernesta; род. 30 апреля 1998) — сейшельский шоссейный и трековый велогонщик.

## Карьера
Призёр чемпионата Сейшел в групповой и индивидуальной гонке.
В 2017 году занял третье место на чемпионате Африки по трековому велоспорту в командной гонке преследования вместе с Ксерксом Ларю и Кристофером Джерри. В том же году принял участие в чемпионате Африки по шоссейному велоспорту и Франкофонских играх. Стал призёром чемпионата Сейшел по шоссейному велоспорту в групповой гонке.
Летом 2022 года принял участие в Играх Содружества, проходивших в Бирмингеме (Англия). На них сначала стартовал в индивидуальной гонке, заняв 52-е и отстав от победителя белее чем на 18 минут. А затем в групповой гонке, но не смог финишировать.
В 2023 году вновь принял участие в Франкофонских играх. В рамках Африканского тура UCI стартовал на Туре Маврикия.

## Достижения

### Шоссе
2017
3-й Чемпионат Сейшел — групповая гонка
2018
Roche Caiman Race
1-й этап Mid-Year Tour
2023
2-й Чемпионат Сейшел — индивидуальная гонка

### Трек
2017
 Чемпионат Африки — командная гонка преследования (с Кристофер Джерри и Ксеркс Ларю)